# Traugott Lebrecht Ertel
Traugott Lebrecht Ertel, född 1778, död 1858, var en tysk instrumentmakare.
Ertel grundade 1814 tillsammans med Georg Friedrich von Reichenbach en verkstad för astronomiska och geodetiska instrument i München. År 1820, då Reichenbach blev väg- och vattenbyggnadschef i Bayern, övertogs verkstaden av Ertel. Han ledde denna med framgång och ännu i mitten var 1800-talet var ensam om att förse observatorierna i bland annat Tyskland, Ryssland och Italien med sina huvudinstrument. Efter Ertels död tog hans söner Georg Ertel (1813–1863) och Gustav Ertel (1829–1875) över verkstaden.